# John Percival Whiteley
John Percival Whiteley (ur. 7 stycznia 1898, zm. 4 lipca 1943) – oficer British Army, brygadier, polityk brytyjskiej Partii Konserwatywnej. Zginął w katastrofie lotniczej w Gibraltarze, w której zginął też Naczelny Wódz Polskich Sił Zbrojnych, generał Władysław Sikorski.
Walczył w I wojnie światowej. Członek brytyjskiej Izby Gmin od 1937 r. reprezentujący okręg wyborczy Buckingham z ramienia Partii Konserwatywnej. W trakcie II wojny światowej walczył w 1940 r. pod Dunkierką.